# 세발 자전거 (드라마)
《세발 자전거》는 1985년 6월 2일에 MBC TV에서 방영되었던 베스트셀러극장이다.

## 줄거리
넝마주이 갑수(정대홍), 을석(박윤배), 병삼(박경순)은 도시 외곽을 흐르는 강대 갈대밭에 천막을 치고 나름 자유롭고 행복하게 살고 있다. 그들에게 아쉬움이 있다면 여자와 아이에 대한 그리움 뿐이다. 그러던 어느 날 세발 자전거가 등장하면서 이들의 행복에는 금이 가기 시작하는데...

## 출연
- 정대홍
- 박윤배
- 박경순
- 국정환
- 박상조
- 강미
- 박순천
- 김은영
- 이수나
- 안연홍
- 이건주
- 김순경
- 홍은성
- 차주옥
- 한창호
- 문창근
- 최영수
- 노정아
- 최용팔
- 김재연